# Physostegia parviflora
Physostegia parviflora là một loài thực vật có hoa trong họ Hoa môi. Loài này được Nutt. ex A.Gray miêu tả khoa học đầu tiên năm 1878.